# 만반타라
힌두교 우주론에서 만반타라는 인류의 조상인 마누의 존속 기간, 통치 또는 시대를 나타내는 순환적인 시간 주기이다. 각 만반타라에는 일곱 리쉬, 특정 신들, 인드라, 마누, 그리고 왕(마누의 아들들)이 창조되고 소멸한다. 각 만반타라는 그것을 통치하는 마누에 의해 구분되는데, 현재 우리는 14개의 만반타라 중 일곱 번째 만반타라에 있으며, 이는 바이바스바타 마누에 의해 통치된다.

## 어원
만반타라(산스크리트어: मन्वन्तर), 때로는 만완타라 또는 마누안타라로 표기되는 이 단어는 마누(산스크리트어: मनु)와 안타라(산스크리트어: अन्तर)의 합성어로, 문자적으로 "마누의 기간" 또는 그의 수명을 의미하며, "마누의 간격, 통치, 기간 또는 시대"와 동의어로 사용된다.
산디아(산스크리트어: सन्ध्या or संध्या sandhyā or samdhyā) 또는 산디(산스크리트어: सन्धि or संधि sandhi or samdhi)는 때때로 칼라(산스크리트어: काल kāla)와 합성되어 "만반타라 전후의 합류점", 즉 보편적인 대홍수 기간을 나타내는 데 사용되어 왔다:
- 만반타라 산디아 (산스크리트어: मन्वन्तर सन्ध्या manvantara-sandhyā)
- 만반타라 산디 (산스크리트어: मन्वन्तर सन्धि manvantara-sandhi)
- 산디아 칼라 (산스크리트어: सन्ध्या काल sandhyākāla or sandhyā-kāla) - 만반타라를 묘사할 때
- 산디 칼라 (산스크리트어: सन्धि काल sandhikāla or sandhi-kāla) - 만반타라를 묘사할 때

## 기간과 구조

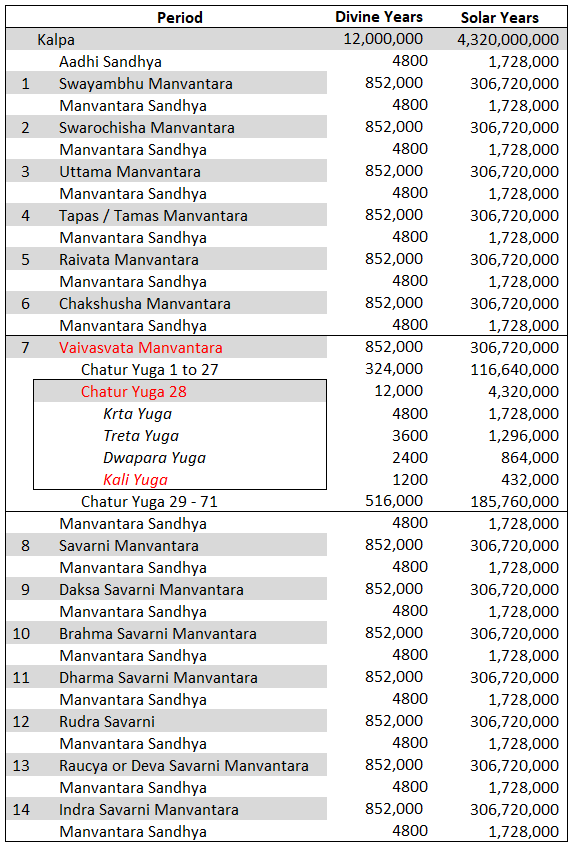
칼파의 구조. 붉은색은 현재 기간을 강조한다.

각 만반타라는 3억 6720만 년(85만 2천 신년; 1신년 = 360 태양년) 동안 지속되며, 71개의 유가 주기(세계 시대)가 반복된다. 43억 2천만 년(1200만 신년 또는 1000 유가 주기) 동안 지속되는 칼파(브라흐마의 하루)에는 총 14개의 만반타라(14 x 71 = 994 유가 주기)가 있으며, 각 만반타라는 172만 8천 년(4800 신년; 사트야 유가의 지속 시간) 동안 지속되는 만반타라-산디아(15개의 산디아)가 뒤따르며 첫 번째는 만반타라-산디아가 선행한다. 각 만반타라-산디아 동안 지구(부-로카)는 물에 잠긴다.
각 칼파는 다음 순서로 14개의 만반타라와 15개의 만반타라-산디아를 가진다:
- 첫 번째 만반타라-산디아 (a.k.a. 아디 산디아)
- 첫 번째 만반타라
- 두 번째 만반타라-산디아
- 두 번째 만반타라
- 열네 번째 만반타라-산디아
- 열네 번째 만반타라
- 열다섯 번째 만반타라-산디아

마누 법전, 1장:
(67) 1년은 신들의 낮과 밤이다... (79) 앞에서 언급한 신들의 시대, (또는) 12,000 (신들의 해)은 71을 곱하여 마누의 시대(만반타라)라고 불린다. (80) 만반타라, (세상의) 창조와 파괴는 무수하며, 브라흐마는 마치 놀이처럼 이것을 계속해서 반복한다.

수리아 싯단타, 1장:
(13) ...12개월이 1년을 이룬다. 이것을 신들의 날이라 부른다. (14) ...이 중 60배의 6배 [360]가 신들의 1년이다... (15) 이 신들의 해 12,000년을 4시대(차투르유가)라고 부른다. 4,320,000 태양년의 만 곱하기 432배 (18) 71 [71] 시대를 여기서 가부장 시대(만반타라)라 한다. 그 끝에는 황금 시대의 해와 같은 수의 황혼이 있으며, 이는 대홍수이다. (19) 1칼파에는 각각의 황혼을 가진 14명의 가부장(마누)이 계산된다. 칼파의 시작에는 황금 시대의 길이를 가진 15번째 새벽이 있다.

비슈누 푸라나, 1부, 3장:
각각 (360)일로 구성된 1만 2천 신년은 네 유가, 즉 시대의 기간을 이룬다... 그러한 집합체 1천 개가 브라흐마의 하루이며, 그 기간 내에 14명의 마누가 통치한다... 7명의 리쉬, 특정 (보조) 신들, 인드라, 마누, 그리고 그의 아들들인 왕들은 한 시기에 창조되고 소멸한다. 그리고 만반타라라고 불리는 그 간격은 4유가에 포함된 연수의 71배에 몇 년이 추가된 것과 같다. 이것은 마누, (수반하는) 신들, 그리고 나머지의 지속 기간으로, 85만 2천 신년, 또는 추가 기간을 제외하고 인간의 3억 6720만 년과 같다. 이 기간의 14배가 브라흐마의 하루, 즉 브라흐마의 날을 이룬다...

## 마누
현재의 칼파(브라흐마의 하루)에서 다음 14명의 마누가 연속적으로 통치한다:
1. 스와얌부 마누
2. 스와로치샤 마누
3. 우타마 마누
4. 타파사/타마사 마누
5. 라이바타 마누
6. 차크슈샤 마누
7. 바이바스바타 마누 (현재)
8. 사바르니 마누
9. 다크샤 사바르니 마누
10. 브라흐마 사바르니 마누
11. 다르마 사바르니 마누
12. 루드라 사바르니 마누
13. 라우치아 또는 데바 사바르니 마누
14. 인드라 사바르니 마누

## 같이 보기
- 이티하사
- 힌두교 시간 단위
  - 칼파 (브라흐마의 날)
  - 만반타라 (마누의 시대)
  - 프랄라야 (해체 기간)
  - 유가 주기 (네 가지 유가 시대): 사트야 (크리타), 트레타, 드와파라, 그리고 칼리
- 힌두교 우주론
- 힌두교 경전의 숫자 목록
- 마누
- 사프타리쉬 (각 만반타라의 이름)